# Norton-Peugeot
De Norton-Peugeot was een zware motorfiets die het Britse merk Norton produceerde van 1907 tot 1910. De machine werd als sportmotor verkocht, maar werd beroemd door de overwinning van Rem Fowler in de Twin Cylinder TT van 1907.

## Voorgeschiedenis
James Lansdowne Norton was in 1902 begonnen met de productie van motorfietsen. Zijn Norton Energette was in feite een in licentie gebouwde Franse Clément-eencilinder. In 1907 voerde hij een aantal veranderingen door. De 143cc-Clément-motor van de Energette werd vervangen door een 375cc-V-twin van Moto-Rêve en hij bouwde een sportmotor met een 726cc-V-twin van Peugeot.

## Norton-Peugeot
In die eerste jaren was Norton (zoals de meeste Britse fabrikanten) nog afhankelijk van inbouwmotoren van het Europese vasteland. Door de strenge snelheidsnormen in het Verenigd Koninkrijk had het geen nut om eigen motoren te ontwikkelen. Voor een snelle motorfiets was vooral een grote motor nodig en Norton koos voor een 726cc-Peugeot-V-twin die 5 pk leverde en een topsnelheid van 100 km/uur mogelijk maakte. Hoewel de machine de TT van 1907 won, was de Peugeot-motor zelfs in die tijd niet heel erg modern vanwege de snuffelkleppen die nog gebruikt werden. Er waren al volledige zijklepmotoren op de markt en in 1908 bouwde Norton er zelf een: de 633cc-Norton Big Four.
Het klantenmodel van de Norton-Peugeot kreeg in 1910 nog een grotere motor van 980 cc, maar verdween na dat jaar van de markt.

### Motor
De motor was een V-twin met automatische (snuffel) inlaatkleppen en door nokkenassen gestuurde uitlaatkleppen. Er was een enkele carburateur toegepast en de ontsteking werd verzorgd door een Bosch-magneet die voor het blok zat en door een kettinkje werd aangedreven. De smering geschiedde door het gebruikelijke total loss-smeersysteem met een handpompje naast de tank.

### Rijwielgedeelte
Het frame was tamelijk eenvoudig, een brugframe waarbij het motorblok een dragend deel was. Aan de voorkant zat een Druids-girdervork met een enkele centrale veer, achtervering was er niet. In tegenstelling tot de gebruikelijke belt rim brake in het achterwiel, zat de rem bij de Norton juist in het voorwiel, maar het was een heel eenvoudige velgrem zoals bij een fiets.

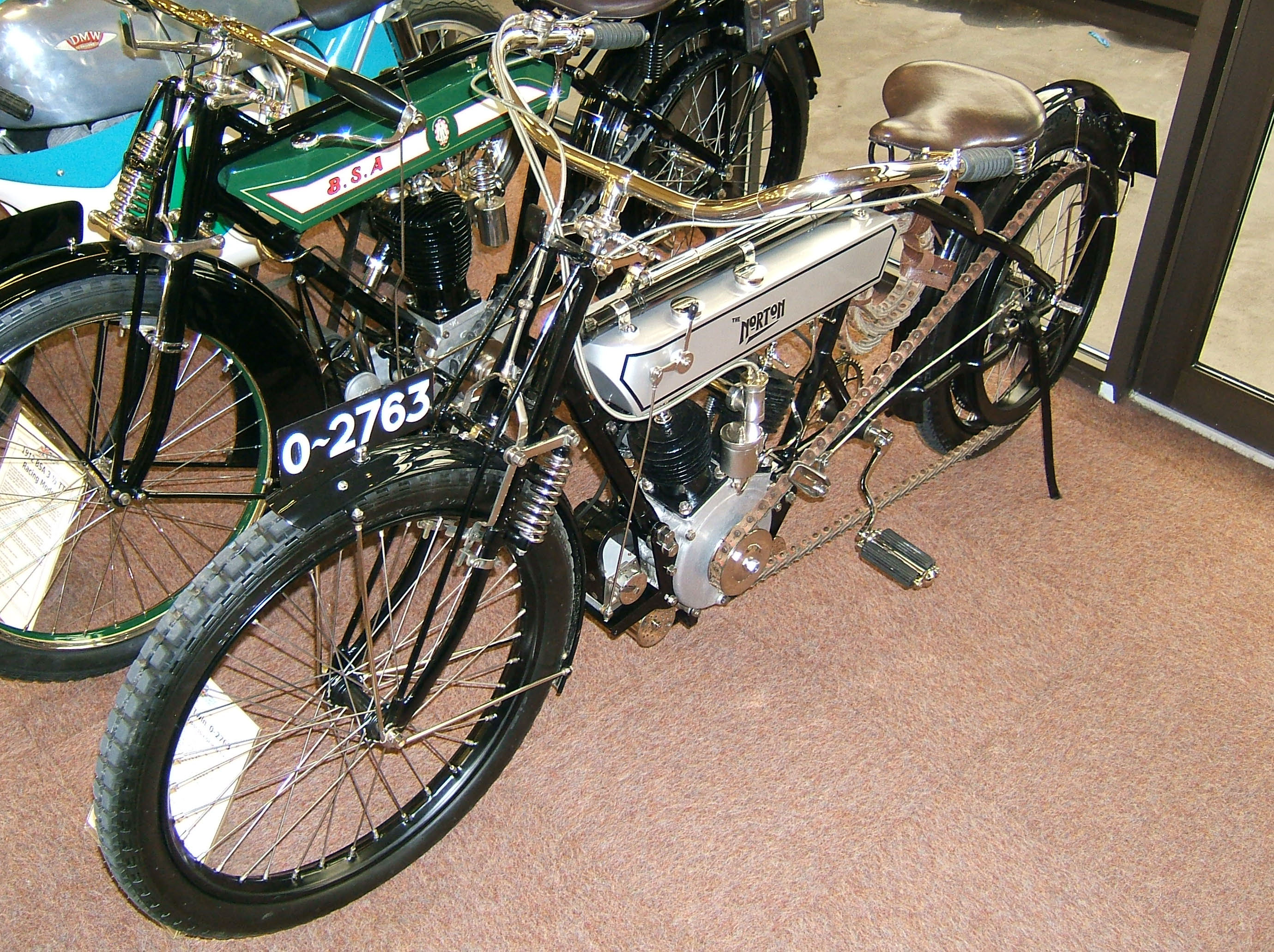
Aandrijfzijde van de Norton-Peugeot

### Transmissie
Het aandrijfsysteem was nog erg eenvoudig, zonder koppeling, versnellingsbak of zelfs maar een naafversnelling. Het achterwiel werd rechtstreeks door de krukas aangedreven met een kleine poelie op de krukas en een grote in het achterwiel, waarover een aandrijfriem liep.

## Isle of Man TT 1907
In 1907 werd voor het eerst de TT van Man georganiseerd. Dit gebeurde na ontevredenheid over het toepassen van de reglementen tijdens de Trophée International. In het VK mocht men niet racen, maar op het eiland Man werd al jaren met auto's geracet in het kader van de Gordon Bennett Tourist Trophy op de 84 km lange Highroads Course. Motorfietsen, die nog geen versnellingen kenden, konden dit circuit vanwege de heuvels niet gebruiken. Daarom werd de 25km-lange St John's Short Course aan de westkant van het eiland gebruikt. De inhoudsklassen bestonden nog niet. Men moest improviseren en richtte twee klassen in: voor eencilinders en voor tweecilinders. Beide klassen reden op dinsdag 28 mei 1907 10 ronden. De eencilinderklasse (Single Cylinder TT) werd gewonnen door Charlie Collier met een Matchless.
De tweecilinderklasse (Twin Cylinder TT) werd aanvankelijk geleid door Rem Fowler met een Norton-Peugeot. Hij kreeg in de zevende ronde problemen met zijn aandrijfriem en bougies en viel met hoge snelheid bij Devil's Elbow door een lekke band. Hij had bijna opgegeven, maar hoorde van een toeschouwer dat hij al bijna een half uur voorsprong had op Billy Wells, die de race geleid had maar drie keer lek reed. Fowler zette door en won de tweecilinder race. In de Twin Cylinder TT van 1908 viel Fowler uit.
In beide jaren was al gebleken dat de eencilinders sneller waren dan de tweecilinders. Toen in 1909 de klassen werden samengevoegd tot 500 Single & 750 Twin TT waren de tweecilinders al bijna verdwenen. Norton werd nu vertegenwoordigd door James Lansdowne Norton persoonlijk, maar hij zette het eencilinder Norton 3½ HP Model in. Zonder succes overigens. Hij startte drie jaar achter elkaar, maar haalde nooit de eindstreep.